# 伊朗核物理學家刺殺事件
自2007年起，已有數名伊朗的核物理學家遭遇刺殺，其中2010年—2012年即有4位核物理學家被刺殺身亡，手法包括槍手槍擊與汽車炸彈等 。伊朗政府指控以色列為幕後兇手，目的為阻礙伊朗核計畫，並於2011年與2012年逮捕了數名被控與摩薩德（以色列情報機構）合作的國民。部分西方媒體也指以色列與這些刺殺事件有關。對於這些指控，以色列國防部長摩西·亞阿隆表示「我們會採取一切手段阻止伊朗取得核武，雖希望透過制裁的手段即可達成，但最終以色列仍必須自衛。」
刺殺伊朗核物理學家的計畫據稱已於2013年在美国壓力下終止。美國國家廣播公司報導指有兩名美國官員表示以色列資助、訓練並武裝反伊朗政府的伊朗人民聖戰者組織（MEK）成員以執行刺殺任務，但也有官員否認此說法。2020年又有一名伊朗核物理學家被以色列刺殺。

## 刺殺事件
| 日期           | 目標                       | 專業                                     | 方式與地點                             | 結果 |
| -------------- | -------------------------- | ---------------------------------------- | -------------------------------------- | ---- |
| 2007年1月15日  | 阿爾德希爾·侯賽因普爾      | 教授、电磁学家                           | 在設拉子被毒氣（可能為放射性毒物）毒殺 | 死亡 |
| 2010年1月12日  | 馬蘇德·阿里-穆罕默迪       | 教授、量子场论與粒子物理學專家           | 在德黑兰被遠端操控的摩托車炸彈刺殺     | 死亡 |
| 2010年11月29日 | 馬吉德·沙赫里亞里          | 核工程學家、專業領域為中子傳輸           | 在德黑兰被汽車炸彈刺殺                 | 死亡 |
| 2010年11月29日 | 費雷敦·阿巴西              | 教授、原子核物理学家                     | 在德黑兰被汽車炸彈刺殺                 | 生還 |
| 2011年7月23日  | 大流士·礼萨伊内贾德        | 物理學家、專業領域為中子傳輸             | 在德黑兰被摩托車上的槍手槍殺           | 死亡 |
| 2012年1月11日  | 穆斯塔法·艾哈邁迪·羅尚     | 教授，研究領域為濃縮鈾製程（製作合成膜） | 在德黑兰被汽車炸彈暗杀                 | 死亡 |
| 2020年11月27日 | 穆赫辛·法克里扎德          | 教授、核物理學家、伊朗核計畫的領導者     | 在达马万德被遙控機槍射殺               | 死亡 |
| 2025年6月13日  | 费雷敦·阿巴西              | 核科学家                                 | 伊以战争空袭                           | 死亡 |
| 2025年6月13日  | 赛义德·博尔吉              | 核科学家                                 | 伊以战争空袭                           | 死亡 |
| 2025年6月13日  | 艾哈迈德礼萨·佐尔法加里    | 核科学家                                 | 伊以战争空袭                           | 死亡 |
| 2025年6月13日  | 阿卜杜勒哈米德·米努切赫尔  | 核科学家                                 | 伊以战争空袭                           | 死亡 |
| 2025年6月13日  | 穆罕默德·迈赫迪·德黑兰奇   | 核科学家                                 | 伊以战争空袭                           | 死亡 |
| 2025年6月14日  | 賽義德·阿米爾侯賽因·法蓋希 | 核科学家                                 | 伊以战争空袭                           | 死亡 |
| 2025年6月14日  | 阿克巴爾·穆特拉比扎德      | 核科学家                                 | 伊以战争空袭                           | 死亡 |